# チャールズ・ストロス
チャールズ・ストロス（Charles Stross、1964年10月18日 - ）は、イギリスのSF作家、ファンタジー作家、ホラー作家。
量子論を用いたスペースオペラといったハードSFを作風とし、アレステア・レナルズ、ケン・マクラウド、リズ・ウィリアムズと並んで、英国SF界の新鋭と称されている。また、ラヴクラフトもののホラー作品も手がける。

## 略歴
リーズ出身。六歳の頃から作家となる夢を持ち、ホワイトドワーフ誌にダンジョンズ&ドラゴンズの記事を書く。1986年にインターゾーン誌でデビュー。1980年代後半から1990年代初頭までに12作品を執筆した。ロンドン大学で薬学の学位を得るも、薬剤師になるのをやめて、ブラッドフォード大学に再入学、コンピュータ科学で学位を取り、2000年代にはLinuxやPerlといった自由ソフトウェアのジャーナリストとして働いた。フィクションも1998年から再び執筆し始め、現在はほぼフィクション作家としてフルタイムで執筆している。2005年、The Concrete Jungleでヒューゴー賞受賞。2007年3月現在、エディンバラ在住。
2007年より発表した近未来小説 Halting State, Rule 34 は、三部作となる予定だった。しかし2013年、エドワード・スノーデンの告発などにより、小説のアイディアにする予定だった諜報活動が、既に実際にNSAによって行われていることが判明したため、続編の執筆を断念した。また、同シリーズの記述の多くは現実のものとなっており、現時点で実現していないのはスコットランドの独立と量子コンピュータによる公開鍵暗号の解読のみだという。
このような経歴のためか、自由ソフトウェア運動に対する造詣が深く、未出版の作品をクリエイティブ・コモンズライセンスで公開したり、運動の提唱者であるリチャード・ストールマンを彷彿とさせる人物が登場する作品もある。
2007年のアジアで初めてのワールドコンNIPPON2007に続き、2010年4月10・11日大宮で開催のSFコンベンション「はるこん」のゲスト・オブ･オナーとして来日。

## 作品

### フィクション
- Scratch Monkey, 1993
- Toast: And Other Rusted Futures, 2002
- 『シンギュラリティ・スカイ』（Singularity Sky、金子浩訳、ハヤカワ文庫SF） 2003 - ヒューゴ賞ノミネート作品
- 『アイアン・サンライズ』（Iron Sunrise、金子浩訳、ハヤカワ文庫SF） 2004
- 『残虐行為記録保管所』（The Atrocity Archives、金子浩訳、早川書房、海外SFノヴェルズ） 2004 - 「コンクリート・ジャングル」(The Concrete Jungle) が2005年ヒューゴー賞 中長編小説部門受賞
- The Family Trade, 2004
- The Hidden Family, 2005
- 『アッチェレランド』  (Accelerando、酒井昭伸訳、早川書房、海外SFノヴェルズ） 2005 - 2006年ローカス賞SF部門受賞
- The Clan Corporate, 2006 - The Family Trade, The Hidden Family と合わせて、2006年のサイドワイズ賞受賞
- Halting State, 2007
- Rule 34, 2011

### ノンフィクション
- The Web Architect's Handbook, 1996